# 乔纳森·杜哈梅尔
乔纳森·杜哈梅尔（英語：Jonathan Duhamel，1987年8月24日—），加拿大职业扑克选手，出生于魁北克省博舍维尔（Boucherville）。2010年获世界扑克大赛主赛事（Main Event）冠军，并赢得了890万美元的奖金。同时，他也成为了首位获得主赛事金手镯的加拿大选手。